# Jakobstad
Jakobstad este o comună din Finlanda. Orașul a fost fondat de Ebba Brahe în 1652.